# Cold Fear
Cold Fear — компьютерная игра в жанре экшен и survival horror, разработанная фирмой Darkworks и изданная Ubisoft. Релиз игры состоялся 15 марта 2005 года в Северной Америке.

## Игровой процесс
Cold Fear является шутером от третьего лица в жанре survival horror, в которую можно играть от третьего лица с фиксированной камерой, либо с камерой через плечо.
Основными врагами в игре являются русские наемники и различные виды зомби-подобных существ, известных как «Экзо» (существа, зараженные паразитическим организмом «Экзоцел»). Экзо включают в себя «Экзомутантов» (наемники, зараженные Экзоцелями), «Экзошейды» (существа, которые прекрасно видят в темноте), «Экзоспектры» (которые могут становиться прозрачными на короткие промежутки времени) и «Экзомассы» (чрезвычайно сильные, но деформированные существа, созданные в результате неудачного эксперимента). Большинство зараженных врагов можно сбить с ног двумя или тремя выстрелами, но если их мозг не уничтожить (выстрелом в голову или наступив на неё у сбитого с ног противника), они не умрут и в конечном итоге снова нападут. Если противник приблизится к Хансену, игрок может нанести критический удар, нажав комбинацию кнопок. Все экзо несут в себе хотя бы одного экзоцела. Когда носитель убит, паразит может появиться и атаковать Хансена или, если поблизости есть другие мертвые тела, заразить и реанимировать их. Экзоцели быстры, но очень слабы и могут быть убиты одним выстрелом.
Действие первой половины игры разворачивается на китобойном судне посреди шторма, и происходящее на палубе влияет на главного героя. Поскольку корабль постоянно качается из стороны в сторону, прицеливание становится более трудным, хотя Хансен при возможности может ухватиться за выступ, чтобы не упасть. В некоторых случаях корабль может раскачиваться до такой степени, что Хансен соскользнет к краю палубы и может упасть за борт. На палубе также есть многочисленные угрозы, которые реагируют на движение корабля, например, раскачивающиеся электрические провода и прикрепленные к веревкам ящики. Если какой-либо из этих предметов столкнётся с Хансеном, тот потеряет здоровье. Волны, разбивающиеся о палубу корабля, также могут нанести ущерб герою.
В игре также есть датчик сопротивления, показатели которого снижаются по мере того, как игрок выполняет определённые действия, вроде бега. Если Хансен упадет с борта корабля, он сможет висеть на борту, пока у него остается сопротивление, но если он не заберется обратно на борт достаточно быстро, то упадет в океан.
В игре нет инвентаря: аптечки используются сразу после сбора, а боеприпасов нельзя собрать больше, чем вмещает конкретное оружие. Игроки могут найти расположенные в заранее определённых местах боеприпасы и аптечки, а также обыскивая тела павших врагов.

## Сюжет
Главный герой игры, офицер береговой охраны Том Хэнсен, получает приказ обследовать таинственное русское китобойное судно «Дух Востока» посреди океана. Команду Тома убивают и он остаётся один на один со свихнувшимися солдатами и жуткими монстрами, заполонившими корабль. Хансен понимает, что эти существа попали на корабль, спрятавшись в ките, которого поймали моряки.
Вскоре Хансену вместе с новой подругой удаётся выбраться с корабля на заброшенную в океане платформу — «Звезда Сахалина». Спускаясь вглубь комплекса, Хэнсен понимает, что это секретная лаборатория, в которой сумасшедший профессор проводит опыты над существами, которых Том встретил на корабле.
В финале игры Хэнсен сражается с мутировавшим профессором и побеждает его.

## Разработка
Впервые о Cold Fear было объявлено на E3 в 2004 г., когда игра была включена в список предстоящих игр. Согласно Sony, изданием игры должна была стать Namco. Но 6 октября Ubisoft объявило об издании разрабатываемой Darkworks игры в марте 2005 г. для платформ PlayStation 2, Xbox и ПК. Игра должна была стать первым хоррором в портфолио издателя, и второй для Darkworks после Alone in the Dark: The New Nightmare 2001 г.. Демо-версия игры вышла в декабре.
Чтобы «Восточный дух» реалистично колебался в шторм, разработчикам пришлось написать совершенно новую программу. Они обнаружили, что заставить корабль двигаться было легко, но реагировать на штормовые условия было гораздо сложнее. Таким образом, они создали полноценный редактор кренов Darkwave, который позволял им отдельно управлять дифферентом (когда корабль движется по горизонтальной оси) и креном (когда он движется по вертикальной оси). Комбинация перемещения корабля по обеим осям позволила разработчикам создать реалистичные движения корабля. Это, в свою очередь, позволило им рассчитать точное время движения Восточного духа, чтобы оно совпадало с происходящим в игре без необходимости использования кат-сцены. Однако создание такой реалистичной системы движения привело к проблемам с камерой. По словам программиста Клода Левастра, в начале разработки «камера постоянно проходила сквозь стены из-за движения по крену. Поэтому нам пришлось разработать инерционную систему управления камерой, как если бы оператор использовал стедикам за фигурой главного героя». Ещё одним изменением, вызванным движением корабля, стала изначальная заскриптованность моделей движения неодушевленных объектов на корабле, но позже это было заменено реальной физикой.
«Cold Fear — это визуально захватывающая игра в жанре экшн-хоррор. Она сочетает в себе то, что вы ожидаете от жанра, с уникальной системой камер и миром, который качается и катится вместе с волнами. В результате получилась игра, которая должна изменить жанр".
Постоянное движение корабля также повлияло на анимацию персонажей. Как только движение корабля достигает определённого угла, Хансен и любые другие персонажи на палубе начинают скользить и должны противопоставить этому воздействию для сохранения своего положения. По словам Левастре, это означало, что Хансену потребовалось в девять раз больше анимации, чем обычно в играх от третьего лица (в центре, спереди, сзади, слева, справа и четыре промежуточных положения). В конечном итоге у Хансена было двести пятьдесят отдельных анимаций, а у большинства неигровых персонажей — сто пятьдесят. По словам ведущего аниматора игры Антонина Дельбоя, «все технические решения были приняты в пользу анимации, как с точки зрения качества, так и количества, что очень редко встречается в проектах такого рода». Базовая анимация была создана с помощью 3D Studio Max. Затем для создания девяти направленных анимаций использовалась инверсная кинематика, при этом движок вычислял уровень компенсации персонажа в зависимости от угла наклона корабля. Каждое движение персонажа состоит из базовой анимации и компенсационной анимации, в общей сложности игра содержала более девятисот анимаций, что позволяет использовать более пяти тысяч возможных движений. Левастр заявил, что «взаимодействие между штормом и персонажами, которые находятся на палубе, иногда создает действительно захватывающие дух моменты. И вдобавок ко всему, нам удалось предложить действительно напряженные последовательности действий с гораздо большим количеством врагов, чем в большинстве хорроров».

## Приём
| Сводный рейтинг    | Сводный рейтинг | Сводный рейтинг | Сводный рейтинг |
| Издание            | Оценка          | Оценка          | Оценка          |
| Издание            | PC              | PS2             | Xbox            |
| ------------------ | --------------- | --------------- | --------------- |
| GameRankings       | N/A             | 69,54 %         | 69,73 %         |
| Metacritic         | 66/100          | 68/100          | 71/100          |
| Иноязычные издания |                 |                 |                 |
| Издание            | Оценка          | Оценка          | Оценка          |
| Издание            | PC              | PS2             | Xbox            |
| Eurogamer          | N/A             | N/A             | 5/10            |
| GameRevolution     | N/A             | B−              | B−              |
| GameSpot           | N/A             | 6,9/10          | 7,2/10          |
| GameSpy            | N/A             | [ 28 ]          | [ 5 ]           |
| IGN                | N/A             | 7,2/10          | 7,6/10          |
| OPM                | N/A             | [ 30 ]          | N/A             |
| OXM                | N/A             | N/A             | 8,1/10          |
| PC Gamer (US)      | 81 %            | N/A             | N/A             |

Cold Fear получила «смешанные или средние отзывы» на всех трёх платформах. На Metacritic версия для PlayStation 2 получила 68 баллов (39 обзоров), для Xbox — 71 (41), и 66 для ПК (13).
Кристан Рид из Eurogamer не был впечатлен игрой, назвав её «немного недоделанной». Он похвалил начало игры, утверждая, что, как и сам Хансен, игрок испытывает сильное чувство дезориентации, привыкая находиться на корабле посреди шторма. Однако он почувствовал, что сильное начало вскоре уступает место клише. Он очень критически относился к отсутствию карты, утверждая, что, поскольку все окружение выглядит одинаково, заблудиться — обычное дело. Кэрри Гускос из GameSpot дала версии для PlayStation 2 6,9 балла, а Xbox — 7,2. Она утверждала: «Атмосфера Cold Fear является производной и предсказуемой, что досадно, учитывая, что временами это приятная игра в жанре экшн». Хотя она хвалила сцены на открытом воздухе на лодке, ей казалось, что их недостаточно, и слишком много «обычных локаций в помещении». Она также очень критически относилась к отсутствию карты и функции автосохранения, чувствуя, что точки сохранения распределены неравномерно.
Уилл Таттл из GameSpy оценил версии для PlayStation 2 и Xbox на 3 и 3,5 балла из 5. Он похвалил сеттинг, атмосферу и вид через плечо, но критически отозвался об отсутствии карты. Он назвал игру солидным маленьким триллером. JP Hurh из Game Revolution поставил игре B-. Он также раскритиковал продолжительность игры, отсутствие карты и функцию автосохранения, которую он нашел слишком случайной. Он похвалил графику и звук, но пришел к выводу: «С таким большим вниманием к окружающей среде Darkworks почти сделала отличную игру. К сожалению, это только половина отличной игры […] Финал, а также многие части по пути вызывают ощущение спешки». Эд Льюис из IGN дал 7,2 балла для версии под PlayStation 2 и 7,6 для Xbox. Он похвалил вид через плечо и сеттинг, но также раскритиковал отсутствие карты.
Обозреватель AG.ru NomaD поставил игре 58 %. Он похвалил графику игры, но раскритиковал сюжет и игровой процесс.

### Продажи
Продажи игры были очень низкими. К февралю 2006 г. в США на всех трёх платформах было продано 70 тыс. копий.

## Экранизация
В апреле 2006 года Variety сообщила, что Avatar Films и Sekretagent Productions совместно выкупили права на экранизацию игры. С тех пор сведений о проекте не поступало.